# Kyselina 3-dehydrochinová
Kyselina 3-dehydrochinová (její aniont se nazývá 3-dehydrochinát, zkráceně DHQ) je prvním karbocyklickým produktem v šikimátové metabolické dráze. Vytváří se z 3-deoxyarabinoheptulózonát 7-fosfátu, sedmiuhlíkaté ulonové kyseliny, působením enzymu 3-dehydrochinátsyntázy. Mechanismus uzavření kruhu je složitější, zahrnuje aldolovou kondenzaci na druhém a sedmém uhlíku.
Tato kyselina má téměř stejnou strukturu jako kyselina chinová, která se nachází v kávě, pouze hydroxyl na třetím uhlíku je zoxidovaný na ketonovou skupinu. Dalšími pěti enzymatickými reakcemi v šikimátové dráze z ní vznikne kyselina chorismová, prekurzor tyrosinu, fenylalaninu, tryptofanu a některých vitaminů jako jsou vitamín K a kyselina listová.
3-dehydrochinát může být také prekurzorem pyrrolochinolinchinonu (PQQ), alternativního redoxního koenzymu v oxidativní fosforylaci.

## Metabolismus
U 3-dehydrochinátu probíhá beta-oxidace, podobně jako u mastných kyselin. Poté dojde k transaminaci vzniklého 6-oxo-3-dehydrochinátu za vzniku 6-amino-3-dehydrochinátu. Ten je následně dehydratován a redukován na 6-amino-4-desoxy-3-ketochinát, jenž reaguje s dehydroalaninem a 2-oxoglutarátem za vzniku hexahydropyrrolochinolinchinonu. Tato sloučenina je oxidována FAD na PQQ.